# Tropichelura
Tropichelura är ett släkte av kräftdjur. Tropichelura ingår i familjen Cheluridae.
Kladogram enligt Catalogue of Life:
| Tropichelura | \| \| Tropichelura gomezi \| \| \| \| \| \| Tropichelura insulae \| \| \| \| |
|              | \| \| Tropichelura gomezi \| \| \| \| \| \| Tropichelura insulae \| \| \| \| |
|              | Chelura                                                                      |
|              |                                                                              |
|              | Tropichelura gomezi                                                          |
|              |                                                                              |
|              | Tropichelura insulae                                                         |
|              |                                                                              |

|  | Tropichelura gomezi  |
|  |                      |
|  | Tropichelura insulae |
|  |                      |